# Punk im Pott
Punk im Pott ist das größte Indoor-Punkfestival Deutschlands. Es findet seit 1999 jährlich im Ruhrgebiet statt; anfangs in der Zeche Carl in Essen, seit 2006 in der Turbinenhalle in Oberhausen. Das Festival fand bis 2018 an zwei Tagen zwischen Weihnachten und Silvester statt, seit 2019 nur noch eintägig.
Viele Bands haben exklusive Konzerte beim Punk im Pott Festival gegeben. Schließmuskel und Hass spielten ihre Abschiedskonzerte und Eisenpimmel ihr allererstes Konzert bei Punk im Pott. Schließmuskel spielten sogar an zwei Jahren hintereinander jeweils ein „Abschiedskonzert“ (2005 und 2006). Beim Punk im Pott 2008, dem 10-jährigen Jubiläum, haben Knochenfabrik und Blut + Eisen ihre ersten Konzerte nach dem Ruhrpott-Rodeo-Festival 2008 gegeben, nachdem beide Bands eine längere Konzertpause gemacht hatten.
Veranstalter des Festivals ist Alex Schwers von Rodeorock Produktion, der auch in Bands wie Slime, Hass, Rasta Knast, Jeff Dahl Group, Knochenfabrik u. v. m. gespielt hat.
Das Punk-im-Pott-Festival wurde 2008 vom Ordnungsamt Oberhausen kurzfristig verboten, nachdem es 2007 zu Ausschreitungen gekommen war, bei denen zwei Polizeibeamte verletzt und Einsatzfahrzeuge der Feuerwehr, die wegen eines Brandes anrücken musste, beschädigt worden waren. „Punk im Pott“ fand daher 2008 in Berlin statt. Nachdem sich der Veranstalter und die Stadt Oberhausen geeinigt haben, findet das Festival 2009 wieder in der Turbinenhalle in Oberhausen statt.
Das 26. Punk-im-Pott-Festival fand im Dezember 2024 in Oberhausen statt.